# António Guterres
António Manuel de Oliveira Guterres (IPA: ɐ̃ˈtɔnju ɡuˈtɛʁɨʃ) (Lisszabon, 1949. április 30. –) portugál politikus. Portugália miniszterelnöke volt 1995-től 2002-ig. 2017. január 1. óta az ENSZ főtitkára.
1976-ban választották képviselőnek a portugál parlamentbe. 1999–2005 között a Szocialista Internacionálé elnöke volt. Az ENSZ Menekültügyi Főbiztosaként dolgozott 2005 júniusa és 2015 decembere között. 2016 októberében az ENSZ BT egyhangúlag támogatta jelölését az ENSZ következő főtitkári posztjára, amelyre október 13-án az ENSZ közgyűlése egyhangú szavazással megválasztotta.
2024-ben Kelet-Timor állampolgárságot adományozott neki az ország függetlenségénk támogatása érdekében végzett munkája elismeréseképpen.

## Pályafutása
Az 1974-es portugál szegfűs forradalom idején tűnt fel.